# Toray Pan Pacific Open 1992 - Doppio
Il doppio del torneo di tennis Toray Pan Pacific Open 1992, facente parte del WTA Tour 1992, ha avuto come vincitrici Arantxa Sánchez e Helena Suková che hanno battuto in finale Martina Navrátilová e Pam Shriver con il punteggio di 7–5, 6–1

## Teste di serie
1. Martina Navrátilová /  Pam Shriver (finale)
2. Arantxa Sánchez /  Helena Suková (campionesse)

1. Assente
2. Sandy Collins /  Rachel McQuillan (semifinali)

## Tabellone

### Legenda
| - Q = Qualificato - WC = Wild card - LL = Lucky loser | - ALT = Alternate - SE = Special Exempt - PR = Protected Ranking | - w/o = Walkover - r = Ritirato - d = Squalificato |